# 21 Водолея
21 Водолея (лат. 21 Aquarii, HD 203926) — одиночная звезда в созвездии Водолея на расстоянии приблизительно 414 световых лет (около 127 парсеков) от Солнца. Видимая звёздная величина звезды — +5,469m.

## Характеристики
21 Водолея — оранжевый гигант спектрального класса K4III. Радиус — около 28,01 солнечных, светимость — около 203,4 солнечных. Эффективная температура — около 4010 К.